# Tipula (Yamatotipula) noveboracensis
Tipula (Yamatotipula) noveboracensis is een tweevleugelige uit de familie langpootmuggen (Tipulidae). De soort komt voor in het Nearctisch gebied.